# 蘇鎮區 (密蘇里州普拉特縣)
蘇鎮區（英語：Sioux Township）是位於美國密蘇里州普拉特縣的一個行政鎮區。

## 地方資料
蘇鎮區的面積為24.04平方千米，當中陸地面積為23.02平方千米，而水域面積為1.02平方千米。根據2020年美國人口普查的數據，當地共有人口13092人，而人口密度為每平方千米544.59人。